# ボンド (イタリア)
ボンド（イタリア語: Bondo）は、イタリア共和国トレンティーノ＝アルト・アディジェ州トレント自治県セッラ・ジュディカリエにある分離集落（フラツィオーネ）。
かつては独立した自治体（コムーネ）であったが、2016年1月1日、ブレグッツォ、ラルダーロ、ロンコーネと合併し、新自治体の一部となった。

## 地理

### 位置・広がり

#### 隣接コムーネ
コムーネとしてのボンドは、以下のコムーネと隣接していた。
- ティオーネ・ディ・トレント
- ボルベーノ
- ブレグッツォ
- ズクロ
- ロンコーネ